# D'En Pieres
D'En Pieres es un cultivar de higuera de tipo San Pedro Ficus carica, bífera (dos cosechas) frutos de epidermis con color de fondo verde fuerte con sobre color verde blanquecino. Se cultiva en la colección de higueras de Montserrat Pons i Boscana en Llucmajor, Islas Baleares.

## Sinonimia
- „sin sinónimo“,[4][6][7]

## Historia
Actualmente la cultiva en su colección de higueras baleares Montserrat Pons i Boscana, rescatada de un ejemplar o higuera madre localizada en  "ca s'Hereu" Llucmajor, en "ses Figueres" junto al deslinde de "son Fosquet" donde hace unos 64 años Joan Vidal i Tomàs la reprodujo de una higuera nacida dentro de una cantera de "son Pieres", de donde procede el nombre .
La variedad 'D'En Pieres' es una rara variedad bífera poco conocida y cultivada. La propietaria actual , hija de Joan Vidal, comenta que en años lluviosos y favorables había desarrollado frutos de más de 200gr.

## Características
La higuera 'D'En Pieres' es una variedad bífera (dos cosechas, brevas e higos) de tipo San Pedro. Árbol de mediano desarrollo, vigorosidad entre media y alta, de ramaje claro así como de follaje. Sus hojas son de 3 lóbulos mayoritariamente, y menos de 1 lóbulo. Sus hojas con dientes presentes ondulados poco marcados, ángulo peciolar obtuso. 'D'En Pieres' tiene desprendimiento variable, y un rendimiento productivo bajo. La yema apical cónica de color verde amarillento.
Los frutos 'D'En Pieres' tanto brevas como los higos casi todos piriformes, las brevas son piriformes casi ovoidales, asimétricas de color verde claro, ausentes de grietas y con bastantes manchas blancas observables a simple vista, de un tamaño formidable, de una pulpa rosada no muy dulce pero cuando madura es muy jugosa. Los higos de un tamaño promedio de longitud x anchura:55 x 78 mm, que presentan unos frutos grandes de unos 85,320 gramos en promedio, de epidermis con consistencia blanda, grosor de la piel delgado muy fino, con color de fondo verde fuerte con sobre color verde blanquecino. Ostiolo de 3 a 8 mm con escamas grandes blancas. Pedúnculo de 0 a 3 mm cilíndrico verde claro. Grietas ausentes. Costillas marcadas y prominentes. Con un ºBrix (grado de azúcar) de 17 de sabor soso meloso, con color de la pulpa rosado pálido. Con cavidad interna pequeña, con aquenios pequeños muy abundantes. Son de un inicio de maduración en las brevas sobre el 16 de junio y en los higos sobre finales de agosto (siempre que tenga caprificación, sino no llegan a madurar y caen en tierra formando una alfombra verde al pie de la higuera). De rendimiento por árbol bajo que compensa con el tamaño de sus frutos.
Se usa como higos frescos para ganado porcino y ovino. Tienen fácil abscisión del pedúnculo y buena facilidad de pelado. Los higos son de gran tamaño vistosos y llamativos pero siempre que hayan tenido caprificación sino no llegan al final de la maduración y se desprenden sin madurar. Son muy sensibles a las lluvias, al agriado y poco resistente al transporte. Medianamente resistentes a la apertura del ostiolo, y poco sensibles al desprendimiento.

## Cultivo
'D'En Pieres', se utilizan higos frescos para el ganado. Se está tratando de recuperar de ejemplares cultivados en la colección de higueras baleares de Montserrat Pons i Boscana en Llucmajor.